# Polystepha connecta
Polystepha connecta är en tvåvingeart som först beskrevs av Ephraim Porter Felt 1908.  Polystepha connecta ingår i släktet Polystepha och familjen gallmyggor.
Artens utbredningsområde är Connecticut. Inga underarter finns listade i Catalogue of Life.